# Agdistis melitensis
Agdistis melitensis là một loài bướm đêm thuộc họ Pterophoroidea. Nó được tìm thấy ở Malta, Sicilia và Sardinia.